# Берёзовка (Гребёнковский район)
Берёзовка (укр. Березівка) — село, Берёзовский сельский совет, Гребёнковский район, Полтавская область, Украина.
Код КОАТУУ — 5320880801. Население по переписи 2001 года составляло 361 человек.
Является административным центром Берёзовского сельского совета, в который, кроме того, входит село Корнеевка.

## Географическое положение
Село Берёзовка находится на левом берегу реки Гнилая Оржица, выше по течению на расстоянии в 1 км расположено село Корнеевка, ниже по течению на расстоянии в 1 км расположено село Горбы, на противоположном берегу — сёла Покровщина и Окоп. Вдоль русла реки проведено несколько ирригационных каналов. В 1 км к востоку от села находится озеро, объявленное памятником природы. 

## История
- 29 ноября 1806 — основание хутора Ивановский[3].
- Село приписано к церкви Рождества Богородицы в Богодаровке декументы которой есть в Полтавском областном архиве[4].
- Село указано на специальной карте Западной части России Шуберта 1826-1840 годов как хутор Ивановский[5].